# Grenaakredsen
Grenaakredsen var en valgkreds (eller opstillingskreds) i Århus Amtskreds frem til og med 2006. Fra 2007 indgår området i Djurskredsen.
Den 8. februar 2005 var der 43.137 stemmeberettigede vælgere i kredsen.
Kredsen rummer flg. kommuner og valgsteder::
1. Ebeltoft Kommune
  1. Ebeltoft
  2. Mols
  3. Nordkommunen
2. Grenaa Kommune
  1. Anholt Skole
  2. Kulturhuset Pavillonen
  3. Kulturhuset Stationen
  4. Møllehallen
  5. Søndre Skoles Festsal
3. Midtdjurs Kommune
  1. Landbohjemmet I Pindstrup
  2. Nimtofte Hotel
  3. Ryomgård Hotel
  4. Rådhuset Kolind
4. Nørre Djurs Kommune
  1. Fjellerup
  2. Ginnerup
  3. Gjerrild
  4. Glesborg
  5. Hemmed
  6. Voldby
  7. Ørum
5. Rougsø Kommune
  1. Allingåbro
  2. Holbæk
  3. Vivild
  4. Ørsted